# Kan (rivier)
De Kan (Russisch: Кан) is een rivier in de Russische kraj Krasnojarsk en vormt een veel meanderende zijrivier van de Jenisej. De rivier heeft een lengte van 629 kilometer en het stroomgebied een oppervlakte van 36.900 km².
De rivier heeft in de bovenloop een snelstromend verloop met veel stroomversnellingen en cataracten (watervallen), maar verandert vanaf de instroom van de Agoel in een kalme langzaamstromende rivier en is vanaf hier ook bevaarbaar. In de zomer is het waterpeil echter lager en zijn er veel zandbanken. In het berggebied nabij de Jenisej zijn er wederom stroomversnellingen, zoals de Araktsjejevski op 85 kilometer van de monding, de Kosoj 42 kilometer verderop en de Nizjni nog 20 kilometer verderop. De Kan heeft een gemiddelde diepte van 2 tot 6 meter. In de lente overstroomt de rivier sterk. De rivier is bedekt met ijs van eind oktober tot eind april.

## Loop
De Kan ontstaat uit de bronrivieren Tichi Kan en Diki Kan op de noordelijke hellingen van de bergrug Kanskoje Belogorje van de Oostelijke Sajan. In de bovenloop heeft de Kan het karakter van een bergrivier met nauwe valleien en kloven. De rivier stroomt eerst in noordelijke richting, neemt verschillende zijrivieren op als de Kalma, Janga en de Boloj, doorbreekt de bergrug Penzinskoje Belogorje en buigt af naar het noordwesten bij de instroom van de Tichsja, om vervolgens verder te stromen langs de voet van de bergrug Idarskoje Belogorje. Met de instroom van de Bolsjoje Koeje en de Goreloje Koeje verbreedt de rivier zich en na de instroom van de zijrivieren Pezo, Koelizja, Sjoemicha, Bolsjoje Oeloje, Kingasj en Arje stroomt de rivier langs de noordwestzijde van de Idarskoje Belogorje het gebergte uit naar het noorden. Na het verlaten van het gebergte loopt de Kan vervolgens door een heuvelachtige vruchtbaar, maar erg moerassig landschap, waar zich een aantal plattelandsdorpjes bevinden. Na de zijrivieren Kirel, Anzja, Tinka, Toegatsj, Karje, Koersje en Kozyla te hebben opgenomen bereikt ze de eerste wat grotere plaats, de stedelijke nederzetting Irbejskoje, waar ze afbuigt naar het noordoosten. Iets verderop steekt de spoorlijn Abakan - Tajsjet de rivier over. Direct daarna stroomt de belangrijkste zijrivier, de Agoel de Kan in vanaf het oosten. De riviervallei verbreedt zich hier steeds verder en er ontstaan meerdere stroomkanalen. Na de zijrivier Bolsjoj Berezj te hebben opgenomen buigt de Kan af naar het noorden, neemt de zijrivieren Tsjitsjigan, Amonasj, Asjkaoel en Bolsjoj Karagan op en passeert ondertussen de plaats Brazjnoje. Iets noordelijker buigt de rivier af naar het westen en doorstroomt de stad Kansk, die haar naam ontleent aan de rivier. Hier steekt ook de spoorlijn Krasnojarsk - Tajsjet de rivier over en stroomt de zijrivier Ilanka de Kan in. De rivier vervolgt haar weg naar het westen, neemt zijrivieren als de Koerisj, Bolsjaja Oerja, Malaja Oerja, Tyrbyl en Bolsjaja Kamala op en passeert onderwijl de plaats Tajezjny en bereikt opnieuw het gebergte, ditmaal het Jenisejgebergte. De rivier voert eerst langs de zuidelijke uitlopers van dit gebergte en neemt de zijrivier de Barga op en bereikt de gesloten stad Zelenogorsk, waar zich een uraniumopwekkingsfabriek bevindt. Vervolgens stromen de Bogoenaj, Sokarevka, Syrgil en Rybnaja in en buigt de Kan met een scherpe bocht af naar het noorden. Hier stroomt de rivier wederom door een nauwe vallei en neemt bergriviertjes als de Malaja Itit, Nemkina, Itat en de Karenka op. Uiteindelijk breekt de rivier door deze uitloper van het Jenisejgebergte en mondt na nog een korst stukje over een kleine vallei te stromen uit in de Jenisej aan rechterzijde bij het dorpje Oest-Kan.